# Heike Friedrich
Heike Friedrich (Karl-Marx-Stadt, 18 aprile 1970) è un'ex nuotatrice tedesca.

## Biografia
Specializzata nello stile libero, all'età di 15 anni vinse cinque medaglie d'oro ai Campionati europei di Sofia 1985; nei due anni seguenti vinse altre otto medaglie d'oro, prima ai Campionati mondiali di Madrid 1986 e poi agli europei di Strasburgo 1987.
Non ha mai perso una grande competizione internazionale in ogni gara in cui ha partecipato fino alla sconfitta subita da Janet Evans nei 400 m sl all'Olimpiade di Seul 1988;
la Friedrich d'altra parte aveva vinto i 200 m sl il giorno precedente.
I suoi personali:
- 200 m sl: 1'57"55 - Berlino Est 18 giugno 1986 (record mondiale fino a Roma 1994)
- 400 m sl: 4'05"94 - Seul 22 settembre 1988

## Palmarès
- Olimpiadi

Seul 1988: oro nei 200 m sl, argento nei 400 m sl.
- Mondiali

1986 - Madrid: oro nei 200 m sl, 400 m sl, 4x100 m sl e 4x200 m sl.
- Europei

1985 - Sofia: oro nei 100 m sl, 200 m sl, 4x100 m sl, 4x200 m sl e 4x100 mista.
1987 - Strasburgo: oro nei 200 m sl, 400 m sl, 4x100 m sl e 4x200 m sl.
1989 - Bonn: oro nelle staffette 4x100 m sl e 4x200 m sl, argento nei 400 m sl.
1991 - Atene: argento nella staffetta 4x200 m sl (per la  Germania).